# 1408 az irodalomban
Az 1408. év az irodalomban.

## Születések
- 1408 körül – Vitéz János bíboros, esztergomi érsek, humanista († 1472)[1]
- 1408 – John Gower angol költő († 1330 körül)